# VTB Jégpalota
A VTB Jégpalota (oroszul: ВТБ Ледовый дворец, magyar átírásban: VTB Ledovij Dvorec), korábban Legend Aréna (oroszul: Арена Легенд, magyar átírásban: Arena Legend) egy multifunkciós fedett sportaréna Moszkvában. Névadó szponzora a VTB bank. Az épületben három pálya található, a nagy és kis aréna, valamint egy edzőpálya. A nagy és kis aréna multifunkciós, jégkorong, műkorcsolya, kosárlabda, ökölvívás, MMA versenyeknek, valamint koncerteknek ad otthont. Az edzőpálya befogadóképessége 500 fő.
A VTB Jégpalota a Legendák Parkja renovációs projekt része, amely a korábbi ZiL-gyár területén épül.

## Története
A VTB Jégpalotát 2015. április 26-án adták át. A 2015–2016-os szezontól a Dinamo Moszkva KHL-klub otthona. A 2015-ös Channel One Cup hat mérkőzéséből ötöt itt játszottak. A stadion a 2016-os IIHF jégkorong-világbajnokság egyik helyszíne.
Miután a Dinamo Moszkva átköltözött a Megasport Sportpalotába, 2018-tól a CSZKA Moszkva, és a Szpartak Moszkva költözött a Jégpalotába.

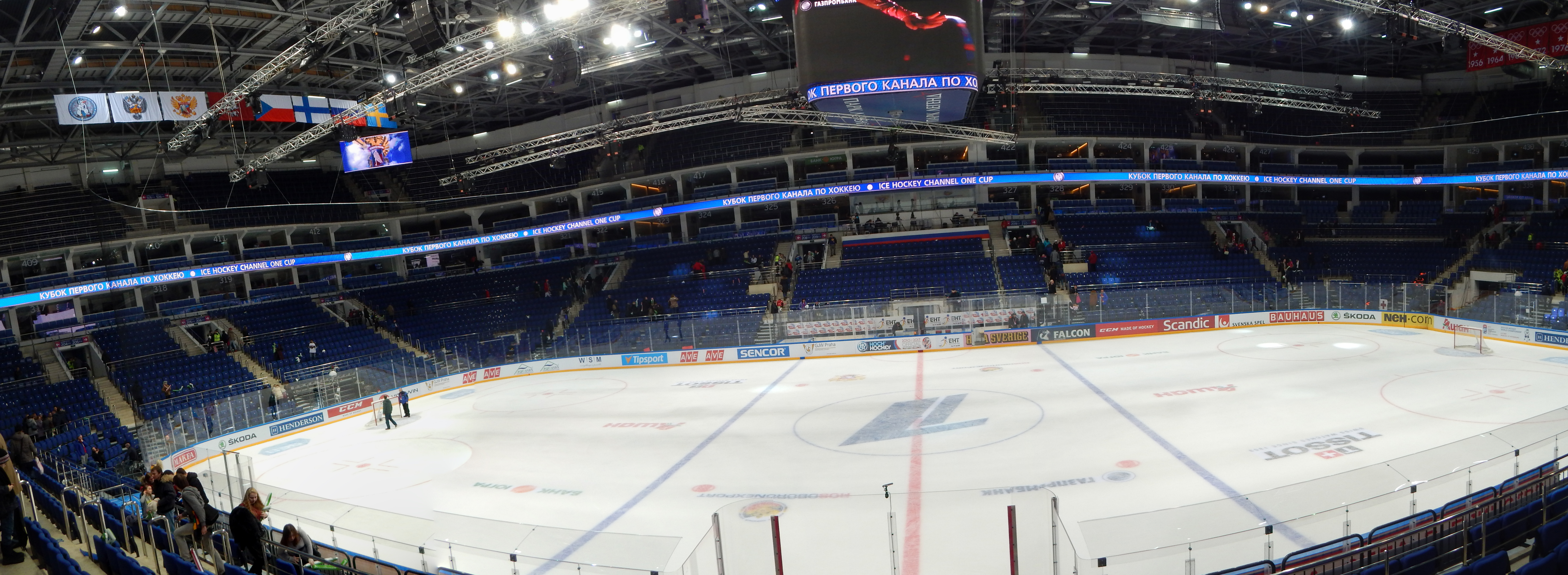